# Tigrinja jezik
Jezik tigrinja ili tigrinjski jezik (tigrigna, tigray, tigrinya; ISO 639-3: tir), jedan je od sjevernoetiopskih jezika kojim govori oko 5 791 710 ljudi. Većina govornika živi u istočnoj Africi u državama Etiopija u regiji Tigraj (3 220 000; popis 1994.) i Eritreja (2 540 000; 2006.), i oko 10 000; 1994. H. Mutzafi) u Izraelu. 
Preko 146 000 govori ga kao drugi jezik. U Eritreji je službeni jezik. Pismo je etiopsko, liturgija u geezu.

## Vanjske poveznice
- Ethnologue (14th)
- Ethnologue (15th)